# Maria Domanig
Maria Domanig, auch Marie Domanig, (* 26. Dezember 1884 in Wien; † 25. November 1941 in Wien) war eine österreichische Schriftstellerin, Publizistin und Redakteurin.

## Leben
Maria Domanig wurde am 26. Dezember 1884 in Kritzendorf bei Wien geboren. Sie war das Älteste von zehn Kindern des Tiroler Schriftstellers Carl Domanig  (auch Karl Domanig) und seiner Frau Irmgard Domanig, geborene Müller. Maria Domanig wuchs in Klosterneuburg auf und besuchte die Volks- und Bürgerschule in Kritzendorf. Durch den geschwächten Gesundheitszustand ihrer Mutter konnte sie nach der Volksschule jedoch keine weitere Ausbildung besuchen. Sie brachte sich daher Nähen und Schneidern bei, eignete sich durch das selbständige Studium von Bildungsbüchern aber auch Latein und Stenografie autodidaktisch an.
Aufgrund einer Lungenkrankheit musste Maria Domanig fast drei Jahre auf Kur in Meran verbringen. In dieser Zeit entstand die Idee für ihre Zeitschrift „Sonnenland“, inspiriert vom ersten katholischen Frauentag.
Nach dem Tod ihrer Eltern lebte Maria Domanig zunächst in Brixen und später im „Marienheim“ für Studierende Mädchen in Innsbruck. Sie investierte ihr gesamtes Einkommen in ihre Zeitschrift und verbrachte ihre letzten Jahre mittellos und in schlechtem Gesundheitszustand bei ihrer Schwester Luise in Salzburg. Sie starb am 25. November 1941 in Wien und wurde am Friedhof St. Peter bei Salzburg beigesetzt.

## Werk
Maria Domanig unterstützte zunächst immer wieder ihren Vater und die katholische Schriftstellervereinigung „Gralbund“ beim Verfassen von schriftlichen Arbeiten. Im Jahre 1912 wurde sie Gründerin und Schriftleiterin der Zeitschrift Sonnenland, die in den folgenden Jahren als katholisch geprägte Bildungszeitschrift für Mädchen in zweiwöchentlichen Rhythmus erschien. Die Zeitschrift behandelte die Themen Literatur, Kunst der Zeit und Handarbeit und fand schnell viele Mitwirkende. Maia Domanig war unter ihren Leserinnen auch als die „Sonnenland-Mutter“ bekannt und wurde häufig von Lesenden ihrer Zeitschrift besucht. Rund um ihre Zeitschrift entwickelte sich eine regelrechte Sonnenland-Bewegung, aus der eine Reihe weiterer Schriftstellerinnen hervorging (unter anderem Anna Maria Achenrainer und Gertrud Theiner-Haffner). Das letzte Heft der Zeitschrift erschien im September 1939, danach musste die Sonnenland eingestellt werden.
Bis zu ihrem Tod veröffentlichte Maria Domanig 28 Zeitschriftenbände und fast ebenso viele Bändchen ihres „Kalender für Sonnenkinder“. Sie war zudem Leiterin der Wochenzeitung „Frauenblatt“. Diese erschien zwischen Dezember 1920 und Jänner 1922 insgesamt 29 Mal als Beilage zum „Allgemeinen Tiroler Anzeiger“. In der Beilage fanden sich vorwiegend Gedichte, Kommentare, Geschichten und Ratgeber für Frauen. Die Beiträge wurden dabei vorwiegend von Frauen verfasst. In ihrer Rubrik „Allerlei Brauchbares“ wurden den Lesenden Tipps für die Küche, die Gesundheit, die Reinigung verschiedener Gegenstände und Materialien, die Arbeit mit Textilien und den Haushalt im Allgemeinen bereitgestellt. Maria Domanig verfasste auch einige Bücher und verwaltete die sogenannte „Sonnenland-Bibliothek“.

## Bücher
- Heilandsworte. Gesammelt aus den Evangelien. Innsbruck: Tyrolia 1915
- Tabernakelwacht. Eucharistische Erzählungen. Regensburg, Rom: Pustet 1915
- Große Liebe: Von stillem Frauenheldentum. Erzählungen aus d. Kriegszeit. Regensburg: Habbel 1915
- Die Jungfrau Maria. Ein Marienleben. Zur Lesung und Betrachtung im Maimonat. Innsbruck: Rauch 1917
- Im Rosengarten Unserer Lieben Frau. Innsbruck: Rauch 1919
- Im Sonnenland. Ein Mädchen-Jahrbuch. Innsbruck, Wien, München: Tyrolia 1919
- Mutter und Ich. Drei Erzählungen. Innsbruck: Tyrolia (1920)
- Karl Domanig. Von seiner Persönlichkeit und aus seinem Schaffen. Innsbruck: Tyrolia 1925
- Unser Heim in der Sonne. Ein Buch der Freude und der Liebe. Abb. von Hans Volkert. Innsbruck: Tyrolia 1925
- Jungfräuliches Leben. Buchschmuck von Maria Bucek. Innsbruck: Rauch 1927
- Kraft aus der Stille. Innsbruck, Wien, München: Tyrolia 1931
- Frauendichtung der Zeit. 2 Bände. Innsbruck: Tyrolia 1932
- Aus blühenden Gärten. Gedichte. Innsbruck, Wien, München: Tyrolia 1933
- Du ... . Briefe an ein Mädchen. Innsbruck, Wien, München: Tyrolia 1935
- Der Rosenkranz. Kurze Gedanken. Innsbruck/Leipzig: Rauch 1937[4][13]

## Beiträge (Auswahl)
- Sonne im Herzen. Die Königsgabe. In: Im Sonnenland. Ein Mädchen-Jahrbuch. Hg. Domanig, Maria. Tyrolia, Innsbruck / Wien / München 1919, S. 3–6 und 194–197.
- Meine Mutter. In: Tiroler Novellen der Gegenwart. Hg. Anton Dörrer. Reclam, Leipzig 1920, S. 39–47.[4]